# Liste der Kulturgüter in der Region Moesa
Die Liste der Kulturgüter in der Region Moesa enthält alle Objekte in den Gemeinden der Region Moesa im Kanton Graubünden, die gemäss der Haager Konvention zum Schutz von Kulturgut bei bewaffneten Konflikten, dem Bundesgesetz vom 20. Juni 2014 über den Schutz der Kulturgüter bei bewaffneten Konflikten sowie der Verordnung vom 29. Oktober 2014 über den Schutz der Kulturgüter bei bewaffneten Konflikten unter Schutz stehen.

## Kulturgüterlisten der Gemeinden
- Buseno *
- Calanca
- Cama
- Castaneda
- Grono
- Lostallo
- Mesocco
- Rossa
- Roveredo
- Santa Maria in Calanca
- San Vittore
- Soazza

* Diese Gemeinde besitzt keine Objekte der Kategorien A oder B, kann aber (zzt. nicht dokumentierte) C-Objekte besitzen.